# Det selvstændige Venstre
Det selvstændige Venstre var en folketingsgruppe som blev oprettet 31. juli 1909 under ledelse af Jens Jensen-Sønderup. Gruppen bestod af otte tidligere medlemmer af Venstrereformpartiet som meldte sig ud af partiet fordi de var uenige med J.C. Christensens modstand mod konseilspræsident og forsvarsminister Niels Neergaards (Det forhandlende Venstre) kompromisforslag for Danmarks forsvar og Københavns befæstning, samt 3 folketingsmedlemmer som tidligere havde været løsgængere.
Folketingsgruppen blev også omtalt som en "11-mandsgruppe".

## Medlemmer af folketingsgruppen
Tidligere medlemmer af Venstrereformpartiet:
- Kultusminister Enevold Sørensen
- Trafikminister Jens Jensen-Sønderup
- Proprietær P.J.K. Bjerre
- Sysselmand O.J.T.L. Effersøe
- Gårdejer Jørgen Jensen-Klejs
- Gårdejer Anders Jessen
- Gårdejer Jørgen Frederiksen
- Gårdejer N.P. Lindø

Tidligere løsgængere:
- General V.H.O. Madsen
- Lærer S.C.C. Nørgaard
- Grev Ludvig Reventlow